# 407 Arachne
Arachne (asteroide 407) é um asteroide da cintura principal com um diâmetro de 95,07 quilómetros, a 2,4390055 UA. Possui uma excentricidade de 0,0707861 e um período orbital de 1 553,25 dias (4,25 anos).
Arachne tem uma velocidade orbital média de 18,38417758 km/s e uma inclinação de 7,53482º.
Este asteroide foi descoberto em 13 de Outubro de 1895 por Max Wolf.
Este asteroide recebeu este nome em homenagem à personagem Aracne, da mitologia grega.